# Anthophorula pygmaea
Anthophorula pygmaea är en biart som först beskrevs av Cresson 1872.  Anthophorula pygmaea ingår i släktet Anthophorula och familjen långtungebin. Inga underarter finns listade i Catalogue of Life.